# Восточнокатолические церкви
Восточнокатоли́ческие це́ркви — поместные католические церкви, использующие в церковной жизни один из восточных литургических обрядов. Восточнокатолические церкви находятся в юрисдикции папы римского через Дикастерию по делам восточных церквей — одно из отделений Римской курии, образованное в 1862 году в рамках Конгрегации по распространению веры (Propaganda Fide, ныне Дикастерия по евангелизации), занимающейся миссионерской деятельностью Церкви. В 1917 году она была превращена папой Бенедиктом XV в автономную Конгрегацию.
Восточнокатолические церкви пребывают в полном вероисповедном и литургическом общении со Святым Престолом. Они пользуются собственным каноническим правом, отличным от принятого для Латинской церкви, в связи с чем в их адрес часто применяется термин «Церкви своего права» (лат. sui iuris). В 1990 году Апостольский Престол обнародовал Кодекс канонов Восточных церквей, содержащий нормы канонического права, общие для всех католических церквей восточных обрядов.
Согласно Декрету Второго Ватиканского собора «Orientalium Ecclesiarum» («О Восточных Церквях»):

Католическая Церковь высоко ценит установления, литургические обряды, церковные традиции и уклад христианской жизни Восточных Церквей, ибо в них, славных своей священной древностью, сияет Традиция, идущая от Апостолов через Отцов и составляющая часть нераздельного Богооткровенного достояния всей Церкви — «Orientalium Ecclesiarum»

## История
Ряд восточнокатолических церквей образовался после отделения от Древневосточных православных церквей и Ассирийской церкви Востока, и последующего заключения унии со Святым Престолом:
- Отделившиеся от Ассирийской церкви Востока:
  - Халдейская католическая церковь
  - Сиро-малабарская католическая церковь

- Отделившиеся от нехалкидонских древних восточных церквей:
  - Армянская католическая церковь
  - Коптская католическая церковь
  - Эфиопская католическая церковь
  - Эритрейская католическая церковь
  - Сирийская католическая церковь
  - Сиро-маланкарская католическая церковь

Маронитская католическая церковь не имеет аналога среди восточно-христианских церквей. В 1182 году марониты подтвердили своё единство с Римом, однако большинство маронитов считает, что они никогда и не прерывали общения с Римской церковью. Тем не менее считается, что именно с этого времени марониты приняли католическую догматику и стали, таким образом, одной из Восточных католических церквей.
Католики византийского обряда называются также грекокатолики. В узком смысле этот термин применяется к католическим церквям, в которых богослужение совершается по византийскому обряду на греческом языке:
- Греческая католическая церковь
- Итало-албанская католическая церковь
- Мелькитская греко-католическая церковь.

В широком смысле грекокатоликами называются также и другие Восточные католические церкви византийской традиции, богослужения в которых совершаются на других языках:
- Украинская грекокатолическая церковь
- Русинская грекокатолическая церковь
- Румынская грекокатолическая церковь
- Болгарская грекокатолическая церковь
- Словацкая грекокатолическая церковь
- Венгерская грекокатолическая церковь
- Белорусская грекокатолическая церковь
- Албанская грекокатолическая церковь
- Российская грекокатолическая церковь
- Католическая церковь византийско-славянского обряда в Польше
- Хорватская грекокатолическая церковь (Крижевицкая епархия).
- Македонская грекокатолическая церковь.

Грекокатолические церкви были образованы в результате отделения от православия и заключения унии со Святым Престолом. Исключением является Итало-албанская католическая церковь византийского обряда, распространённая на юге Италии и изначально не участвовавшая в Великом расколе.

## Современная структура
По данным на 2015 год существуют 23 восточнокатолические церкви, из которых 14 придерживаются византийского обряда, 9 — других восточных литургических обрядов. Общее число верующих превышает 17 миллионов. Латинская церковь и 23 восточнокатолические церкви составляет единую Католическую церковь.
Историческая территория распространения восточнокатолических церквей — Центральная и Восточная Европа, Ближний Восток, Индия и Северная Африка, однако в настоящее время из-за эмиграционного потока из этих регионов восточнокатолические общины существуют также в Западной Европе, Северной Америке и Океании. Во всех государствах, где распространены Восточнокатолические церкви (кроме Эритреи), структуры соответствующих церквей существуют параллельно с латинской иерархией. В ситуации, когда приходы восточного обряда слишком малочисленны, чтобы создать собственную постоянную структуру, они, как правило, подчиняются латинской епархии.
Церковная жизнь в восточнокатолических церквях управляется в соответствии с Кодексом канонов восточных церквей, обнародованным папой Иоанном Павлом II 18 октября 1990 года и обрётшим силу закона 1 октября 1991 года. Согласно новому Восточному Кодексу, Восточнокатолические Церкви могут иметь статус:
- патриархата (Халдейская, Армянская, Коптская, Сирийская, Маронитская и Мелькитская Церкви);
- верховного архиепископства (Сиро-малабарская, Сиро-маланкарская, Румынская, Украинская церкви);
- архиепархии (Эфиопская, Эритрейская, Венгерская, Русинская, Словацкая);
- епархии (Хорватская, Итало-албанская);
- апостольского экзархата (Российская, Греческая и др.).

Каждая из восточнокатолических патриарших Церквей возглавляется Патриархом. Он избирается синодом епископов данной Церкви и немедленно провозглашается и интронизируется, после чего испрашивает сопричастия (церковного общения) у папы римского. Патриархи, возведённые в достоинство кардинала, приравниваются к кардиналам-епископам, получая в качестве кардинальского титула название их патриарших кафедр.
Каждая из восточнокатолических верховно-архиепископских церквей возглавляется Верховным архиепископом. Он, так же, как и Патриарх, избирается синодом епископов своей Церкви. Но этот выбор синода Папа римский должен утвердить. И только после этого проводится интронизация Верховного Архиепископа.
Прочих различий между Патриархом и Верховным Архиепископом нет.

## Сводная таблица
| Церковь                                | Статус                                                  | Литургический обряд | Распространение                        | Предстоятель                             | Численность  |
| -------------------------------------- | ------------------------------------------------------- | ------------------- | -------------------------------------- | ---------------------------------------- | ------------ |
| Албанская грекокатолическая церковь    | апостольская администратура                             | Византийский        | Албания                                | Джованни Перагине                        | 3749         |
| Армянская католическая церковь         | Патриархат                                              | Армянский           | Ливан, Турция, Армения, Россия         | Рафаэль Бедрос XXI                       | 736 134      |
| Белорусская грекокатолическая церковь  | апостольская администратура                             | Византийский        | Беларусь, диаспора                     | Сергей Гаек                              | около 10 000 |
| Болгарская грекокатолическая церковь   | епархия                                                 | Византийский        | Болгария                               | Христо Пройков                           | около 10 000 |
| Венгерская грекокатолическая церковь   | архиепархия                                             | Византийский        | Венгрия                                | Фюлёп Кочиш                              | 255 000      |
| Греческая католическая церковь         | апостольский экзархат                                   | Византийский        | Греция                                 | Мануэль Нин                              | 6020         |
| Итало-албанская католическая церковь   | две епархии и территориальное аббатство                 | Византийский        | Италия                                 | Донато Оливерио, Джорджо Деметро Галларо | 56 412       |
| Коптская католическая церковь          | Патриархат                                              | Коптский            | Египет                                 | Ибрагим Исаак Сидрак                     | 174 902      |
| Македонская грекокатолическая церковь  | епархия                                                 | Византийский        | Северная Македония                     | Киро Стоянов                             | 11 305       |
| Маронитская католическая церковь       | Патриархат                                              | Маронитский         | Ливан, диаспора                        | Бешар эль-Раи                            | 3 537 802    |
| Мелькитская греко-католическая церковь | Патриархат                                              | Византийский        | Сирия                                  | Иосиф I Абси                             | 1 522 296    |
| Российская грекокатолическая церковь   | апостольский экзархат                                   | Византийский        | Россия, Русский апостолат в диаспоре   | Sede Vacante (ординарий Иосиф Верт)      | около 30 000 |
| Румынская грекокатолическая церковь    | Верховное архиепископство                               | Византийский        | Румыния                                | Лучиан Мурешан                           | 504 280      |
| Русинская грекокатолическая церковь    | архиепархия, автономная епархия и апостольский экзархат | Византийский        | США, Украина, Чехия                    | Нил Лущак, Ладислав Гучко                | 419 500      |
| Сирийская католическая церковь         | Патриархат                                              | Западно-сирийский   | Ливан                                  | Игнатий Иосиф III                        | 205 440      |
| Сиро-малабарская католическая церковь  | Верховное архиепископство                               | Восточно-сирийский  | Индия, США                             | Георг Аленчерри                          | 4 189 349    |
| Сиро-маланкарская католическая церковь | Верховное архиепископство                               | Западно-сирийский   | Индия, США                             | Мар Баселиос Клеемис Тоттункал           | 450 553      |
| Словацкая грекокатолическая церковь    | архиепархия                                             | Византийский        | Словакия                               | Йонаш Максим                             | 211 820      |
| Украинская грекокатолическая церковь   | Верховное архиепископство                               | Византийский        | Украина, Польша (диаспора).            | Святослав Шевчук                         | 4 636 958    |
| Халдейская католическая церковь        | Патриархат                                              | Восточно-сирийский  | Ирак                                   | Луис Рафаэль I Сако                      | 640 828      |
| Хорватская грекокатолическая церковь   | две епархии                                             | Византийский        | Хорватия, Босния и Герцеговина, Сербия | Милан Стипич, Юрий Джуджар               | 54 581       |
| Эритрейская католическая церковь       | архиепархия                                             | Эфиопский           | Эритрея                                | Менгестеаб Тесфамариам                   | 162 528      |
| Эфиопская католическая церковь         | архиепархия                                             | Эфиопский           | Эфиопия                                | Бырханэйэсус Сурафел                     | 70 755       |